# Nollig bei Lorch
Koordinaten: 50° 3′ 25″ N, 7° 48′ 19″ O
Das Naturschutzgebiet Nollig bei Lorch liegt auf dem Gebiet der Stadt Lorch im Rheingau-Taunus-Kreis in Hessen.
Das etwa 120,5 ha große Gebiet, das im Jahr 1998 unter der Kennung 1439038 unter Naturschutz gestellt wurde, erstreckt sich nördlich der Kernstadt Lorch. Östlich des Gebietes verläuft die Landesstraße L 3397, südlich die L 3033 und die B 42. Westlich fließt der Betzbach, östlich der Tiefenbach, südlich die Wisper und der Rhein. Im südwestlich Bereich des Gebietes erhebt sich der 330 Meter hohe Nollig. Westlich erstreckt sich das 93,7 ha große Naturschutzgebiet Engweger Kopf und Scheibigkopf bei Lorch. Südwestlich (in der Rheinmitte) und nordwestlich verläuft die Landesgrenze zu Rheinland-Pfalz.